# Sofian von Kronstadt
Sofian von Kronstadt, auch Sofian Patrunjel, (* 22. Juli 1970 in Băcel, Kreis Covasna, Rumänien als Gheorghe Pătrunjel) ist ein rumänisch-orthodoxer Bischof. 
Von 1984 bis 1988 besuchte Sofian das Gymnasium in Sfântu Gheorghe. Von 1989 bis 1990 folgte der Militärdienst. Am 27. Februar 1990 trat er in das Kloster Brâncoveanu in Sâmbăta de Sus ein. Am 20. April 1993 legte er die Mönchsgelübde ab und erhielt den Ordensnamen Seraphim. Am 23. April 1993 wurde er zum Diakon und am 30. Mai 1993 zum Priester geweiht. 1996 beendete er sein 1992 begonnenes Studium an der Theologischen Fakultät in Hermannstadt. Von Dezember 1995 bis Juni 1998 war er Stipendiat an der Theologischen Schule in Chur. Von 1997 bis 1998 lebte er im Kloster Chevetogne in  Belgien. Von Oktober 1999 bis April 2003 belegte er einen Masterstudiengang am Institut für Patristische Studien des Ökumenischen Patriarchats im Kloster Blatadon in Thessaloniki.
Am 18. Mai 2002 wurde Sofian von Kronstadt vom Plenum der Gemeindeversammlung der Metropolie für Deutschland und Zentraleuropa zum Weihbischof gewählt. Am 3. Juli 2002 bestätigte die Heilige Synode der Rumänisch-Orthodoxen Kirche die Wahl und beschloss, dass er sich künftig Sofian von Kronstadt nennen soll. Am 11. Mai 2003 weihte Teoctist I. ihn in Nürnberg zum Bischof. Zwischen 2003 und 2010 promovierte er in Thessaloniki in Biblischer Theologie und Patrologie. Am 1. Dezember 2004 verlegte Sofian von Kronstadt seinen Sitz nach München.